# Festninga Mountain
Festninga Mountain är ett berg i Antarktis. Det ligger i Östantarktis. Norge gör anspråk på området. Toppen på Festninga Mountain är 2 535 meter över havet, eller 566 meter över den omgivande terrängen. Bredden vid basen är 9,8 km.
Terrängen runt Festninga Mountain är huvudsakligen lite bergig. Trakten är obefolkad. Det finns inga samhällen i närheten. 